# Мальовнича, драматична та карикатурна історія Святої Русі

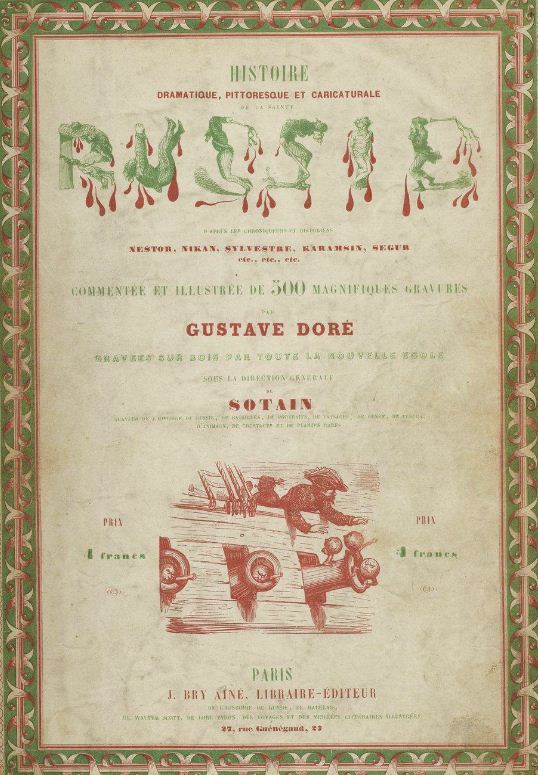
Обкладинка першого видання

«Мальовнича, драматична та карикатурна історія Святої Русі на підставі текстів хронікерів і істориків Нестора, Сильвестра, Карамзина, Сегура і т. д. в 500 рисунках з коментарями» (фр. Histoire pittoresque dramatique et caricaturale de la Sainte Russie , d'après les chroniqueurs et historiens Nestor Nikan Sylvestre Karamsin Ségur etc.) — перша самостійна книжка-альбом Гюстава Доре.
Ця книга-альбом, що вийшла друком у 1854 році в Парижі, вважається провісником жанру коміксів (протокомікс). Вона містить багато рис, характерних для цього жанру, і виходить за межі ілюстрованого оповідання.
«Історія Святої Русі» стала реакцією француза на Кримську війну, в якій Росія перебувала по інший бік барикад. Так вийшла цілісна сатирична історія, фантастична і гранично уїдлива. Доре вибудував з ксилографій і тексту не альбом, а візуальну повість — обігнавши час мало не на сто років.
Ця книга переслідувалася. Ледве опубліковану, її тихо вилучили з магазинів, оскільки змінилася політика; потім зробили вигляд, що її і не було зовсім; було заарештовано і німецьке видання 1937 року.

## Французькі видання
- Gustave Doré et Noël Eugène Sotain, Histoire pittoresque, dramatique et caricaturale de la sainte Russie: d'après les chroniqueurs et historiens Nestor, Nikan, Sylvestre, Karamsin, Ségur, etc., Paris, J. Bry aîné,‎ 1854, 207 p
- Histoire de la Sainte Russie, Éditions de l'unicorne, 1991.
- Histoire de la Sainte Russie, Hermann, 1996.
- Histoire de la Sainte Russie, Éditions 2024, 2014.

## Російське видання
- Гюстав Доре. Histoire de la Sainte Russie, ISBN 978-5-271-39437-9, Переводчик: Рофварг Л., Редактор: Волкова Т. Издательство: Астрель, 2012 г.